# Basilique Saint-Ange d'Acri
La basilique Saint-Ange d'Acri (en italien : Basilica di Sant'Angelo d'Acri) est un édifice religieux de la ville d'Acri en Calabre, dans le sud de l'Italie, ayant le titre de basilique. Elle est dédiée à saint Ange d'Acri (canonisé en 2017), et contient ses reliques.

## Histoire
Les travaux de construction de la basilique ont commencé le 11 mai 1893 grâce aux plans de Guido Quercioli et se sont terminés avec l'inauguration, le 17 juillet 1898. Depuis, plusieurs tremblements de terre et des infiltrations ont endommagé la structure du plus bel édifice que possède l'ordre des Frères mineurs en Calabre. Les travaux de restauration et de consolidation sont à un stade avancé, également sur les fresques, avec le financement de l'Union européenne et du Conseil provincial.

## Architecture
La porte d'entrée de 54 tonnes est entièrement en bronze : les sept Vertus théologales y sont représentées avec Jésus, ses disciples et les armoiries pontificales pour l'élévation de la basilique par le pape Jean-Paul II. 
À l'intérieur se trouvent douze chapelles, disposées en deux rangées : dans celle du centre est placé le corps de saint Ange d'Acri, dans une urne scellée en bronze et en verre. 
Le dôme est haut de 32 mètres avec deux clochers de la même hauteur, avec des cloches de bronze disposant d'un mouvement électrique, les deux sont recouvertes de cuivre.
L'intérieur de la basilique a des plafonds voûtés et ornés de fresques avec des scènes représentant les miracles du saint.

## Source
- (it) Cet article est partiellement ou en totalité issu de l’article de Wikipédia en italien intitulé « Basilica del Beato Angelo d'Acri » (voir la liste des auteurs).